# Raphelengius

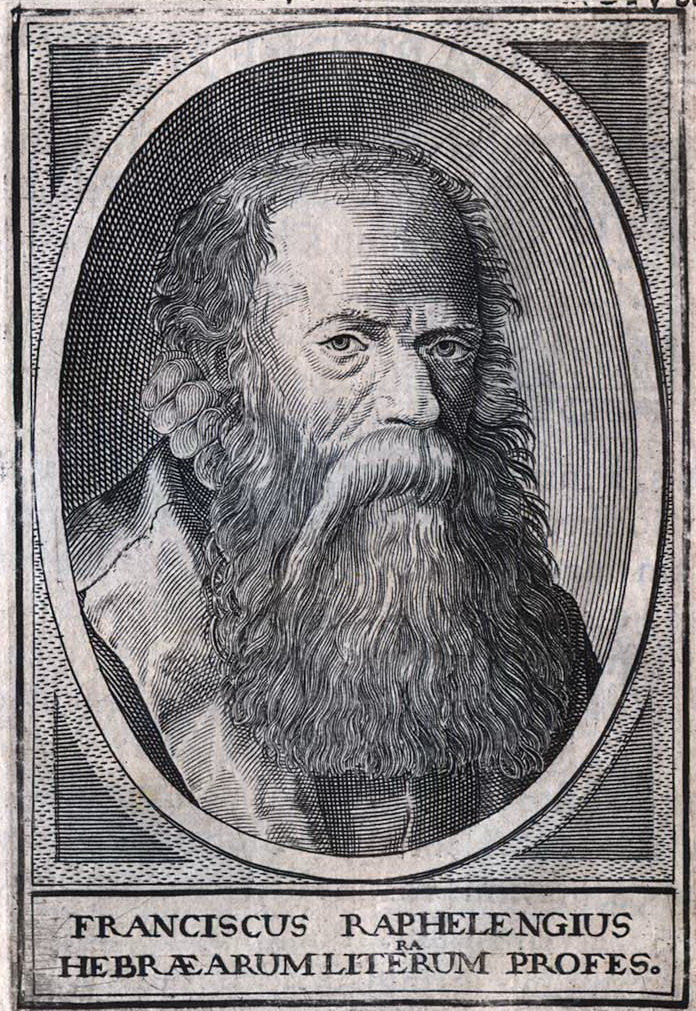
Franciscus Raphelengius

Raphelengius was een familie van drukkers in de 16e en 17e eeuw. De familienaam is de gelatiniseerde vorm van de Nederlandse achternaam Van Ravelingen, genoemd naar de Vlaamse stad Ravelingen, tegenwoordig een deelgemeente van de Belgische havenstad Oostende.
Franciscus Raphelengius de Oudere (1539-1597) kreeg in 1585 de leiding van de Leidse vestiging van de drukkerij van zijn schoonvader Christoffel Plantijn. Zijn drie zonen - Christoffel (Christophorus, 1566-1600), Franciscus (1568-1643) en Justus (1573-1628) - leidden na de dood van hun vader de drukkerij en uitgeverij tot rond 1619.